# Gerhard Behnke
Gerhard Behnke (23 de dezembro de 1910 - 9 de maio de 1962) foi um oficial alemão que serviu durante a Segunda Guerra Mundial. Foi condecorado com a Cruz de Cavaleiro da Cruz de Ferro.

## Condecorações
| Cruz de Ferro 2ª Classe                        |
| Cruz de Ferro 1ª Classe                        |
| Folhas de Carvalho nº 605 4 de outubro de 1944 |